# Guthlac de Crowland
San Guthlac de Crowland (anglosajón: Gūðlāc) (673 –714) fue un santo cristiano de Lincolnshire               (Inglaterra). Es particularmente venerado en los Fens, en la Inglaterra oriental.

## Vida

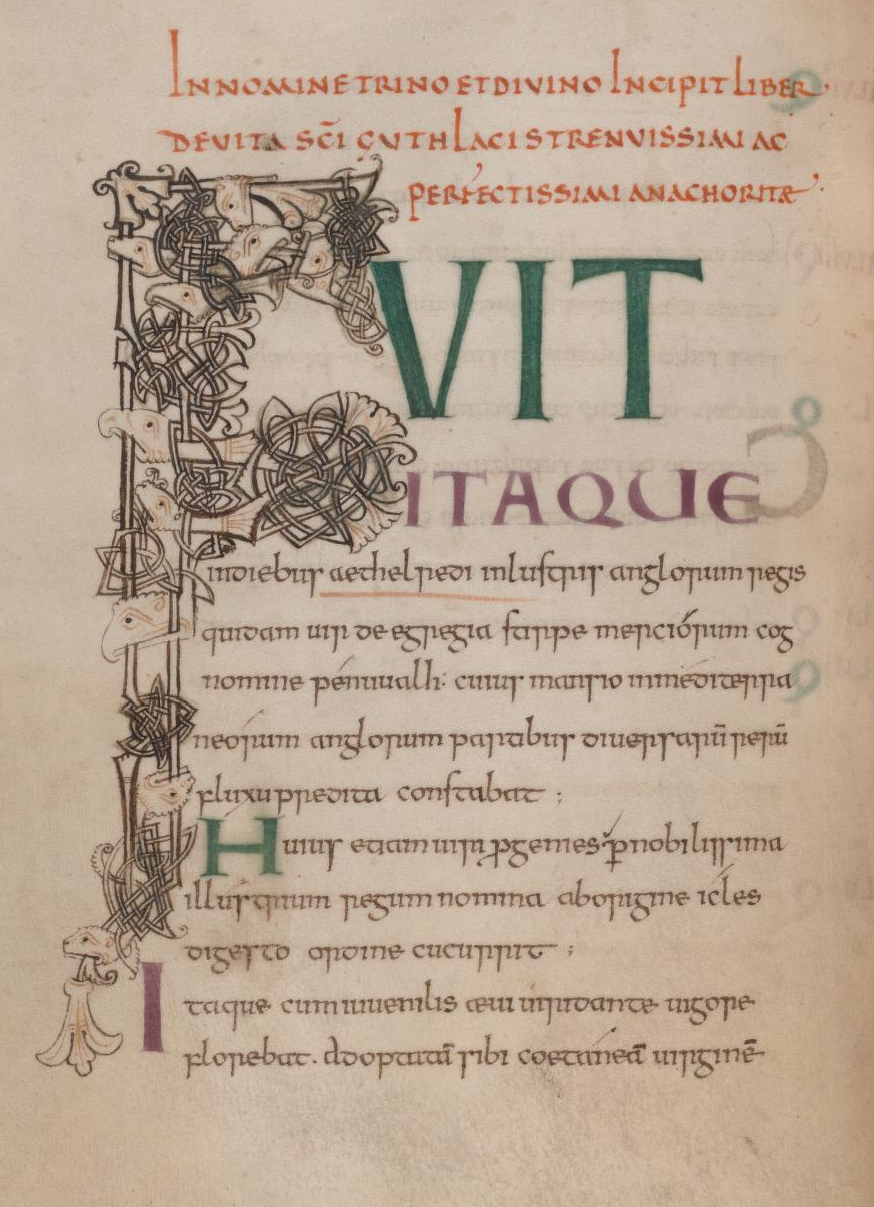
Principio de la vida de Felix de St Guthlac, 8C, Parker Biblioteca, Corpus Christi Universidad

Guthlac era hijo de Penwalh o Penwald,  un noble del reino inglés de Mercia, y su mujer Tette; su hermana fue santa Peggy de Crowland, virgen eremita. y es también venerada como Santa Pega. 
En su juventud luchó en el ejército de Æthelred de Mercia y posteriormente se convirtió en monje en el Monasterio de Repton en Derbyshire a la edad de veinticuatro años. Dos años más tarde buscó vivir una vida de ermitaño, y se trasladó a la isla de Croyland, ahora llamada Crowland el día de San Bartolomé en 699. Su primer biógrafo, un monje llamado Félix afirma que Guthlac podía entender el strimulentes loquelas ("discurso sibilante") de los demonios britano parlantes que le persiguieron hasta allí, solo porque Guthlac había pasado cierto tiempo exiliado entre los britanos.
Guthlac construyó un pequeño oratorio y celdas al lado de un túmulo en dicha isla, y allí vivó el resto de su vida, hasta su muerte, acaecida el 11 de abril de 714. Guthlac padeció de ague y malaria.
Su piadosa y ascética vida se convirtió en tema de conversación en su tierra, lo que provocó que mucha gente acudiera a verlo en busca de guía espiritual. Acogió a Æthelbald, futuro rey de Mercia, cuando huía de su primo Ceolred. Guthlac predijo que Æthelbald sería rey, y Æthelbald prometió construirle una abadía si la profecía se cumplía. 
Æthelbald llegó a ser rey y, aunque Guthlac murió dos años antes, mantuvo su palabra y comenzó la construcción de la Abadía de Crowland, el día de San Bartolomé de 716. Su cuerpo fue encontrado incorrupto 12 meses después de su muerte. La festividad de Guthlac se celebra el 11 de abril.

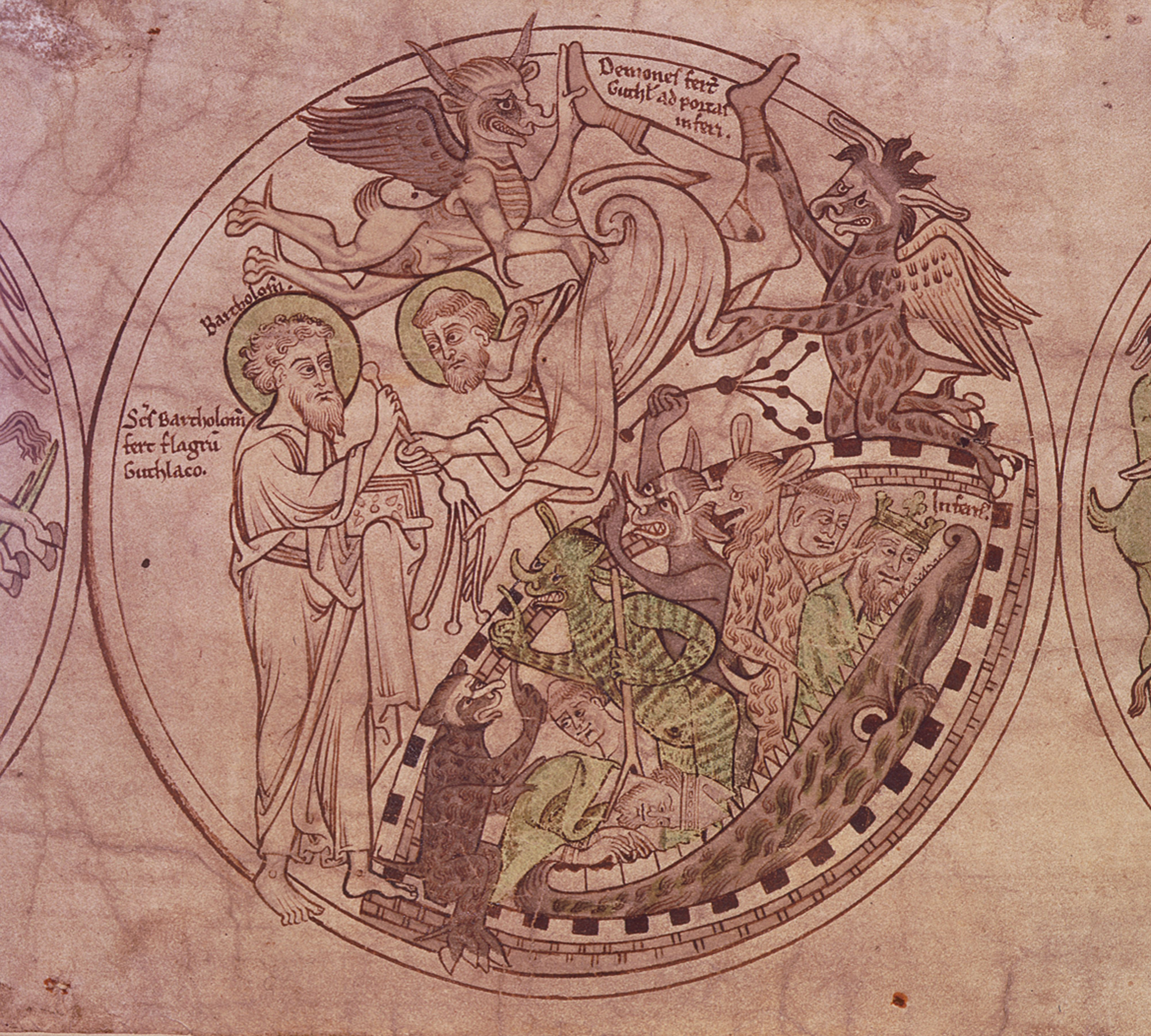
St Guthlac, atormentado por demonios, recibe un azotador de San Bartolomé, Guthlac Roll, 1210, Biblioteca británica